# 치술령
치술령(鵄述嶺)은 경상북도 경주시 외동읍에 위치한 대한민국의 고개이다.  망부석과 관련된 전설이 있다.

## 얽혀있는 전설
옛날 신라의 눌지 마립간(눌지왕)은 고구려와 일본에 보낸 자신의 동생들을 그리워 하였다. 그래서 충신박제상에게 자신들의 동생을 데려오라고 시켰다.  그래서 박제상은 맨 처음으로 고구려에 가서 둘째 동생을 데려오고, 곧바로 일본에 가서 셋째 동생을 구하러 갔다. 이때 아내는 남편을 붙잡기 위해 남편을 쫓아갔지만 남편을 태운 배는 이미 떠나고 말았고, 박제상은 셋째 동생만을 돌려 보낸 채 자신은 그 곳에서 혹독한 고문으로 죽는다. 하지만 그 사실을 모르는 아내는 남편이 떠난 바위가 보이는 치술령으로 올라갔다가 몸이 굳어 그 자리에서 굳어 바위가 되었고, 사람들은 그 바위를 남편이 그리워 하는 바위라고 하여 망부석(望夫石)이라고 한다.